# Klaus Schumacher
Pour les articles homonymes, voir Schumacher.
 (mai 2018).
Nikolaus (Klaus) Schumacher, né 19??, est un homme politique belge germanophone, membre du GI-Amel (Gemeinde Interessen-Amel).

## Fonction politique
- 2007?-: bourgmestre d'Amblève (Amel)